# Lorenzo Cellerino
Gian Lorenzo Cellerino (ur. 30 grudnia 1944 w Alessandrii) – włoski lekkoatleta, sprinter, medalista mistrzostw Europy w 1971.
Specjalizował się w biegu na 400 metrów. Zdobył brązowy medal w sztafecie 4 × 400 metrów na mistrzostwach Europy w 1971 w Helsinkach (sztafeta włoska biegła w składzie: Cellerino, Giacomo Puosi, Sergio Bello i Marcello Fiasconaro). Zwyciężył w tej konkurencji (w składzie: Bello, Cellerino, Daniele Giovanardi i Puosi) na igrzyskach śródziemnomorskich w 1971 w Izmirze. Na igrzyskach olimpijskich w 1972 w Monachium włoska sztafeta 4 × 400 metrów w składzie: Giovanardi, Puosi, Cellerino i Bello odpadła w eliminacjach. Cellerino odpadł w eliminacjach sztafety 4 × 400 metrów na mistrzostwach Europy w 1974 w Rzymie.
Cellerino był mistrzem Włoch w sztafecie 4 × 100 metrów w 1969 oraz w sztafecie 4 × 400 metrów w 1973.